# لين كيلي (لاعب دوري الرغبي)
لين كيلي (بالإنجليزية: Len Kelly)‏ هو لاعب دوري الرغبي أسترالي، ولد في 1913 في Manildra, New South Wales ‏ في أستراليا، وتوفي في 1981 في Arncliffe, New South Wales ‏ في أستراليا.